# 007：生死交戰
是一部2021年英國動作間諜片。本片為2015年電影《007：惡魔四伏》的續集，「詹姆士·龐德系列電影」的第二十五部電影，由凱瑞·福永執導。主演包括丹尼爾·克雷格、雷米·馬利克、蕾雅·瑟杜、拉沙納·林奇、班·維蕭、安娜·德哈瑪斯、娜歐蜜·哈瑞絲、傑佛瑞·懷特、克里斯多夫·華茲和雷夫·范恩斯，是克雷格出演的最后一部007电影。
《007：生死交戰》2021年9月28日在皇家阿爾伯特音樂廳舉行全球首映，2021年9月30日在英國上映；2021年10月8日在美國上映。凭借7.74亿美元的票房及不俗的口碑，影片成为2021年全球票房排第四的电影，是英国历史上票房第四高的电影。影片在第75届英国电影学院奖上收获五项提名，赢得最佳剪接奖；在第94届奥斯卡金像奖上获得三项提名，赢得最佳原创歌曲奖。

## 劇情
玛德琳·史旺小時候曾亲眼目睹母亲被恐怖分子吕西弗·萨芬杀害后，於是拿出父親藏起來的槍枝射傷萨芬。萨芬醒来後发现玛德琳逃到附近的冰湖，从冰层掉了下去，于是出手相救。
来到现在，玛德琳和詹姆士·龐德在恩斯特·史塔羅·布洛菲被捕后，来到意大利马泰拉。龐德来到薇丝朋·琳德的墓前祭拜，遭到幽灵党刺客伏击。龐德摆脱追杀，他懷疑玛德琳将自己出卖给幽灵党，於是丢下她一个人離去。
五年后，军情六处科学家瓦尔多·奥布鲁切夫从实验室被绑架。奥布鲁切夫手上持有生化武器「赫拉克勒斯计划」（Project Heracles），武器内含的纳米机器人一经接触，就会像病毒一样传播，被破译为特定DNA链，因此在被编程为人類基因密码的时候，会变得非常危险。中情局特工菲力克斯·萊德和特工罗根·艾许找到正在牙买加安东尼奥港过退休生活的龐德，他们希望龐德协助追踪奥布鲁切夫，但被龐德拒绝。那天晚上龐德被名叫诺米的女子盯梢，原来她继承龐德成了新任007特工。诺米向龐德介绍了赫拉克勒斯计划的情况。龐德联络M，发现M是纳米机器人计划的发起人。之后，龐德決定接受萊德的请求。
龐德、萊德和艾许飞到古巴，和另一名与萊德关系友好的中情局特工帕洛玛碰头。龐德和帕洛玛渗透进幽灵党的会议地点计划救出奥布鲁切夫，结果中了圈套。布洛菲在拘留期间透過機器義眼直播命令纳米机器人干掉龐德，奥布鲁切夫卻修改纳米机器人的程序将目标定为所有幽灵党成员，一手摧毁了整个组织，让龐德和布洛菲始料未及，龐德和帕洛玛將全部殘餘幽靈黨殺手解決，然後帕洛玛掩護讓他向萊德交差，途中諾米也來追捕奥布鲁切夫，但最後還是被龐德帶走。龐德将奥布鲁切夫带到船上去见菲力克斯和艾许，龐德逼問奥布鲁切夫期間察覺為何布洛菲會察覺自己的行蹤時，才發覺艾许已背叛他们而暴露他的行蹤。艾许开枪打中萊德后，而向奥布鲁切夫表明他早已跟萨芬結盟後一起逃跑并把船炸掉。龐德打算與萊德一同游離逐漸下沉的船體，但期間萊德傷重而亡，他只好獨自游上水面。稍後，乘坐救生艇的龐德被途經的貨船救走。
曼妮佩妮带龐德见Q，对方安排他去见布洛菲，了解奥布鲁切夫把纳米机器人带到哪里。然而，萨芬见了玛德琳，骗她感染上纳米机器人。由于玛德琳是布洛菲被监禁以来唯一一个见过他的人，萨芬让她去感染布洛菲。龐德在牢房中见到玛德琳用手碰到玛德琳，在毫不知情的情况下感染机器人。玛德琳被吓得花容失色离开了牢房。龐德见布洛菲，对方说自己五年前故意派人在马泰拉伏击他，让玛德琳看起来像是背叛了他。龐德知道情况后非常生气，攻击了布洛菲，意外让对方染上纳米机器人，间接让机器人按照萨芬的计划杀掉布洛菲。
龐德深知布洛菲死后会发生什么事情，便跟着玛德琳来到她在挪威的旧居，结果发现玛德琳从未没跟他说有个五岁的女儿玛蒂尔德。玛德琳表示，萨芬小时候，她的父亲按照布洛菲的命令干掉他的父母，使得萨芬长大后一直想找布洛菲和幽灵党报仇。即便布洛菲和幽灵党已经被消灭，萨芬还在继续复仇计划，眼下他和艾许正带着手下来抓龐德、玛德琳和玛蒂尔德。虽然龐德干掉艾许和萨芬的手下，萨芬还是成功抓走了玛德琳和玛蒂尔德。
Q、龐德和诺米定位到萨芬的位置，发现他人在日本和俄罗斯之间一座海岛的二战基地上。他们坐飞机渗透到萨芬的大本营，发现他计划用纳米机器人作为生化武器，威胁全球数百万人的性命，从而统领全球。诺米将奥布鲁切夫劫为人质，龐德则去找萨芬。萨芬把玛蒂尔德带在身边，跟龐德说她是他的女儿。龐德开枪打伤萨芬的保镖，萨芬趁机逃跑。玛蒂尔德逃出萨芬的魔爪，与母亲、龐德和诺米团聚。
诺米、玛德琳和玛尔蒂德乘坐离开，龐德留在岛上开启导弹发射井，协助英国军舰的导弹打击摧毁纳米机器人。龐德和萨芬陷入鏖战，萨芬多次朝龐德开枪，使他不慎跌入池中，感染了有玛德琳和玛尔蒂德基因代码的纳米机器人，这样一来，如果龐德再次触摸玛德琳和玛尔蒂德，她们就会死亡。龐德镇定自若地杀掉萨芬，打开导弹发射井。龐德透过无线电跟玛德琳说话，说自己爱她，鼓励她在自己不在身边的情况下独自生活，龐德确认玛尔蒂德的确是他的女儿。导弹最终击中小岛，龐德与纳米机器人工厂一同葬身于火海之中，彻底挫败了萨芬的阴谋。
M、曼妮佩妮、Q、坦纳和诺米在军情六处喝酒缅怀龐德。与此同时，玛德琳带女儿去马泰拉，告诉她父亲是龐德的真相。

## 演員
| 演員                               | 角色                                      | 簡介                                                |
| 丹尼爾·克雷格 Daniel Craig         | 詹姆士·龐德 James Bond                    | 以前是代號「007」的英國特務，電影開始時已退休五年。 |
| 雷米·馬利克 Rami Malek             | 吕西弗·薩菲 Lyutsifer Safin               | 武裝組織領袖，一直想向史旺報復。                    |
| 蕾雅·瑟杜 Léa Seydoux              | 瑪德琳·史旺博士 Dr. Madeleine Swann       | 心理學家，龐德的摯愛。                              |
| 拉沙納·林奇 Lashana Lynch          | 諾咪 Nomi                                 | 在龐德退休後加入的00號特務。                        |
| 班·維蕭 Ben Whishaw                | Q                                         | 軍情六處軍需官，向龐德提供裝備。                    |
| 安娜·德哈瑪斯 Ana de Armas         | 帕洛瑪 Paloma                             | 協助龐德的中央情報局特工。                          |
| 娜歐蜜·哈瑞絲 Naomie Harris        | 伊芙·曼妮潘妮 Eve Moneypenny              | M的秘書，龐德的夥伴。                               |
| 傑佛瑞·懷特 Jeffrey Wright         | 菲力克斯·萊德 Felix Leiter                | 龐德的朋友，中央情報局軍官。                        |
| 克里斯多夫·華茲 Christoph Waltz    | 恩斯特·史塔羅·布洛菲 Ernst Stavro Blofeld | 前犯罪組織「魔鬼黨」的首腦，現由軍情六處監管。      |
| 雷夫·范恩斯 Ralph Fiennes          | M／葛瑞斯·馬洛里 M／Gareth Mallory        | 軍情六處主任，龐德的上司。                          |
| 羅里·金尼爾 Rory Kinnear           | 比爾·坦納 Bill Tanner                     | 軍情六處參謀長。                                    |
| 戴利·班薩拉 Dali Benssalah         | 普里莫 Primo                              | 龐德在馬泰拉的對手。                                |
| 大衛·丹席克 David Dencik           | 瓦尔多·奥布鲁切夫 Valdo Obruchev          | 失蹤的科學家。                                      |
| 比利·馬格努森 Billy Magnussen      | 羅根·艾許 Logan Ash                       | 與龐德發生衝突的中央情報局特工。                    |
| 丽莎-多拉·桑尼特 Lisa-Dorah Sonnet | 玛蒂尔德 Mathilde                         | 5岁女孩，邦德和玛德琳的女儿。                       |

## 製作

### 發展

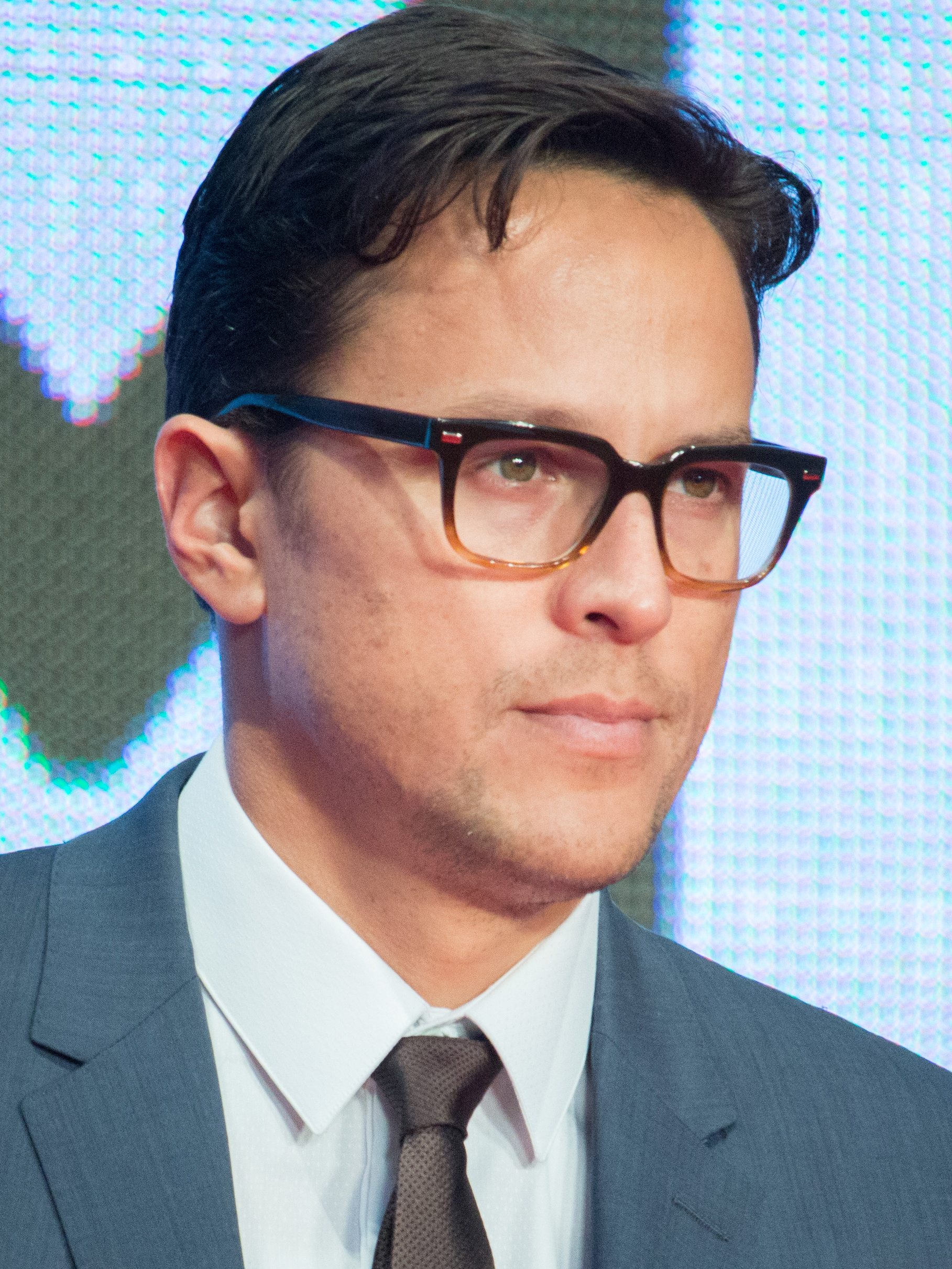
導演凱瑞·福永。

電影於2016年春季開發。山姆·曼德斯表示他不會回歸執導下一部007電影。克里斯多夫·華茲雖然已簽署了另外兩部007電影，但他的回歸取決於克雷格是否會再次飾演龐德。由於索尼影業與米高梅和永世製片公司合約到期，另外一個北美主要電影公司則可獲得《龐德25》的影院發行權，分別是迪士尼、福斯、環球、華納兄弟和派拉蒙。如果丹尼爾·克雷格放棄飾演角色，那湯姆·希德斯頓、班奈狄克·康柏拜區和其他的演員很可能會取替他。克雷格可能會辭去龐德角色，因為他曾表示「寧可扭斷自己的手腕，也不想再演007」。
2016年7月，芭芭拉·布洛柯里提到《龐德25》可能會在2018年上映，具體取決於解決分配問題的時間，而且如果克雷格回歸，那麼電影將在2017年底上映。2018年2月，丹尼·鮑伊成為電影導演的首要人選，而克里斯多福·諾蘭則親口否認自己將執導電影。然而在2018年8月，鮑伊因創意分歧離開項目。2018年9月，尼爾·普維斯和羅伯·韋德受聘重寫劇本。同月，凱瑞·福永被宣佈將執導電影，並成為首個由永世製片公司製作的詹姆士·龐德系列電影的美國導演。電影的拍攝日期定於2019年3月4日在松林製片廠進行，上映日期亦由2019年11月8日延遲至2020年2月14日，萊納斯·桑德格倫受聘擔任電影的攝影師。

### 選角

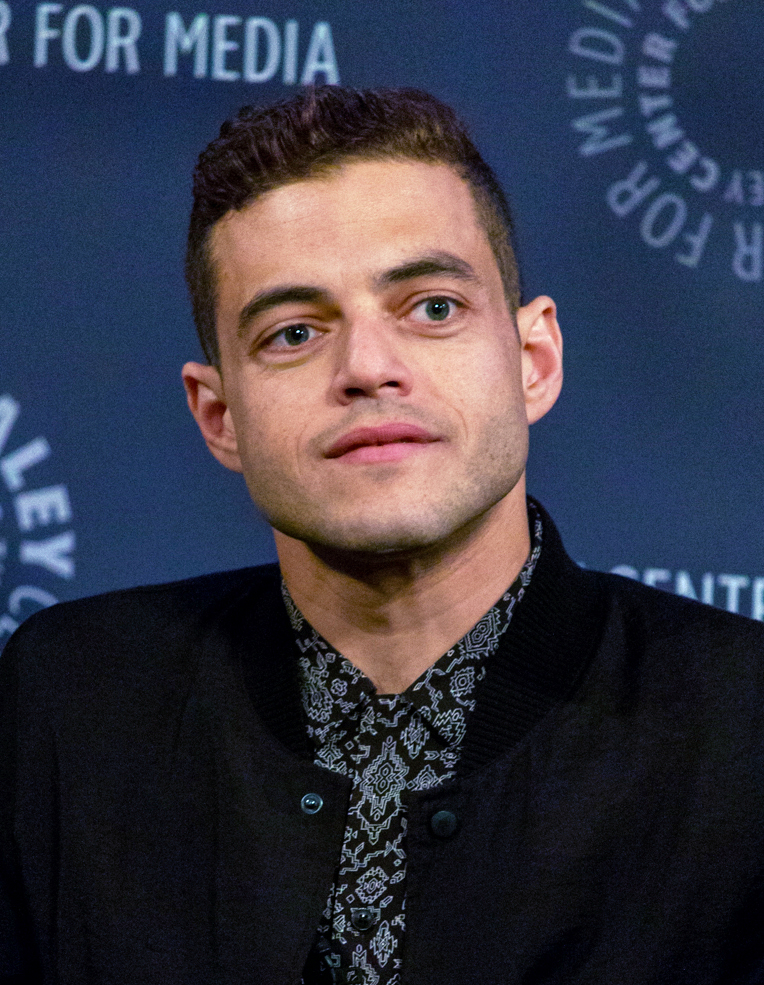
雷米·馬利克將飾演主要反派。

2016年5月，據一些網站和新聞台報導，克雷格收到米高梅提出的1億美元邀約，讓他回歸拍攝兩部007電影，但克雷格拒絕了。據報導，克雷格一旦辭去角色，湯姆·希德斯頓將是龐德首要人選之一。2016年10月，克雷格確認回歸，說「我已擁有世上最好的工作——當龐德。我在龐德電影上所做的事情和工作類型，在我其他的電影都不會相似」。他否認片商向他為接下來的兩部龐德電影提供1.5億美元片酬。2016年12月下旬，當《龐德25》的片名被公佈時，製片人開始驚慌，因為克雷格尚未正式確認回歸。
2017年8月，克雷格正式確認回歸龐德電影，表示他過去沒有做出任何回歸角色的決定是因為他要專注於其他的項目，如《羅根好好運》。2017年10月，華茲確認不會回歸。
2018年6月，安潔莉娜·裘莉和海倫娜·寶漢·卡特被鎖定為反派角色的人選。據一張選角通告洩露，反派角色被描述為「冷酷而富有魅力的俄羅斯人」。
2018年12月，福永在接受采訪時透露，蕾雅·瑟杜、班·維蕭、娜歐蜜·哈瑞絲和雷夫·范恩斯將回歸飾演自己的角色。雷米·馬利克被宣佈為反派的考慮人選。2019年2月，據報導馬利克正在為反派角色進行最後洽談，比利·馬格努森和露琵塔·尼詠歐亦有望加盟電影。2019年4月，在牙買加的現場直播上宣佈製作正式開始，並宣佈安娜·德哈瑪斯、戴利·班薩拉（Dali Benssalah）、大衛·丹席克、拉沙納·林奇、馬格努森和馬利克加盟電影。

### 拍攝

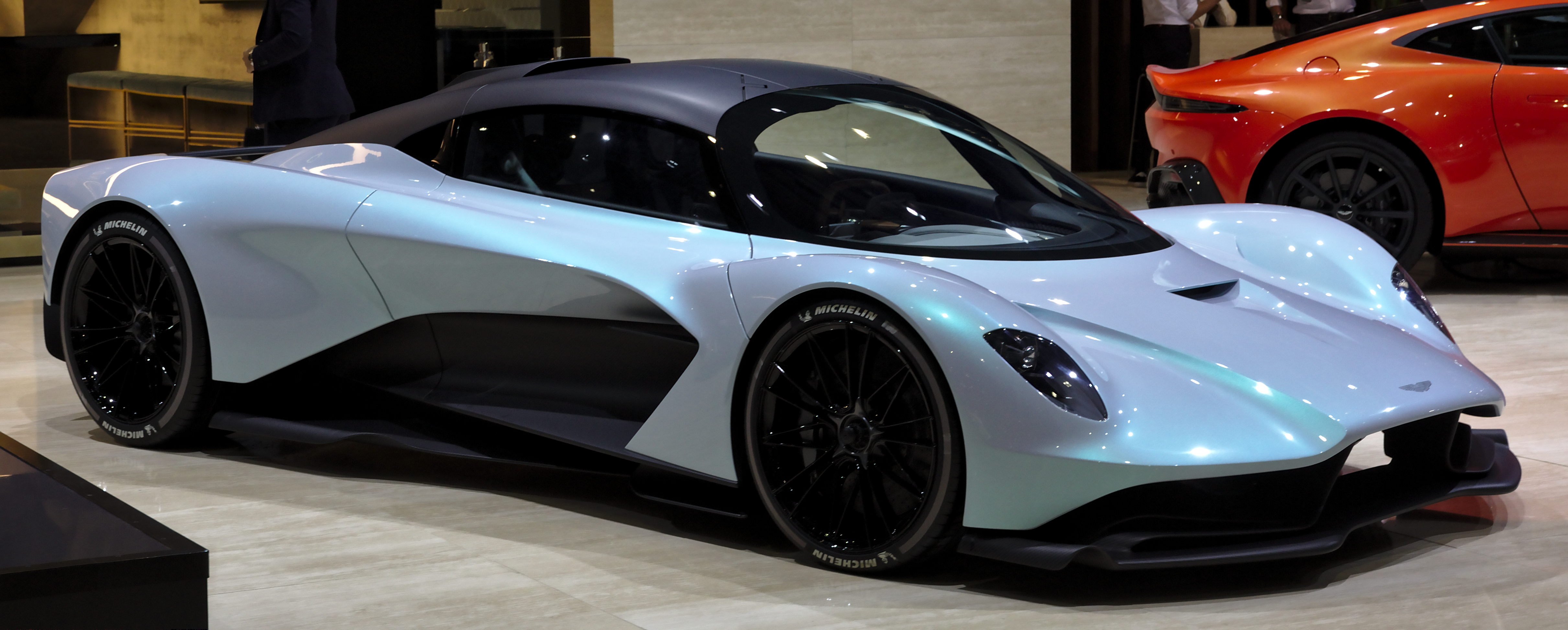
奧斯頓馬丁瓦爾哈拉將在電影中出現。

製作原定於2018年12月3日在松林製片廠進行，但在鮑伊離任導演一職後，拍攝工作延至2019年4月開始。該片將成為該系列中首部採用IMAX格式拍攝的電影。
拍攝地點除了松林製片廠以外還包括意大利的馬泰拉、牙買加、挪威和倫敦。製作於挪威的尼特達爾進行。主體拍攝於2019年4月28日在牙買加的安東尼奧港進行。2019年5月，克雷格在牙買加拍攝時受傷，需進行腳踝手術。2019年6月，在拍攝爆炸戲時失控，導致一名工作人員受傷，也損壞了部分片廠場景。同月，返回挪威拍攝，並在大西洋海濱公路上拍攝奧斯頓馬丁華帝駕駛場面。奧斯頓·馬丁也證實DB5和瓦爾哈拉將在電影中出現。2019年7月，返回英國拍攝。同月，在蘇格蘭的阿維莫爾和凱恩戈姆山國家公園進行拍攝。主體拍攝於2019年10月25日在松林製片廠殺青。
法國達飛海運集團成為本片的官方拍攝伙伴，旗下兩艘貨櫃輪CMA CGM FORT SAINT GEORGES和CMA CGM FORT DE FRANCE以及位於牙買加京士敦貨櫃碼頭的超過一千個貨櫃被用作拍攝，達飛海運更特別召集專門團隊配合電影拍攝，由集團執行總裁坦尼婭·薩德·澤尼（Tanya Saadé Zeenny）率領位於馬賽及兩個貨櫃碼頭的團隊協助拍攝。

### 音樂
2019年7月，曾在《無境之獸》與福永合作的丹·羅梅爾被聘來為電影配樂。然而在2019年11月，羅梅爾因創作分歧離開了該計畫。2020年1月，宣佈改由漢斯·季默擔任新的電影配樂。曾與季默合作的強尼·馬爾亦被聘來為電影配樂。原声带专辑于2021年10月1日由迪卡唱片随影片同步发行。
2020年1月，宣佈將為電影演唱同名主題曲，並成為《詹姆士·龐德系列電影》中最年輕的主題曲演唱者。
片尾播放的是由路易·阿姆斯壯演唱的〈We Have All the Time in the World〉，有向《女王密使》致敬的意味。

### 主題曲
由怪奇比莉 (Billie Eilish)演唱的同名歌曲「生死交戰」(No Time to Die)

## 發行
《007：生死交戰》原定於2019年11月8日上映。由於鮑伊的離開，上映日期延遲至2020年2月14日。2019年2月，上映日期再度延遲至2020年4月2日。2019年8月20日，該片的正式片名「No Time to Die」公開。
2020年3月，由於受2019冠狀病毒病疫情影響，英國延期至2020年11月12日上映，而美國延期至2020年11月20日上映。10月，電影延期至2021年4月2日上映。
2021年1月，電影再度延期至2021年10月8日上映。2月，宣佈英國定於2021年9月30日上映。

### 市場行銷
2019年7月，一輛印有007標誌的紅牛賽車出現在2019年英國大獎賽上，一方面也代表著該屆英國大獎賽為一級方程式賽車第1007場大獎賽賽事，而尾翼後方的車牌B549 WUU亦為《007：黎明生機》中龐德的座駕Aston Martin V8，且該座駕也會於本片中出現。
2021年9月，義大利大獎賽當週，阿斯顿·马丁车队為宣傳007的上映，特別在賽車側板貼上007的標誌。

### 家用媒体
环球影业家用媒体于2021年12月20日和12月21日分别在英美两地发行影片的DVD、蓝光光碟及超高清蓝光光碟。外界认为31天的剧院发行窗口能让电影相对快地转为家用媒体发行。一直以来，007系列只吸引到年长的观众，但这个群体在疫情期间犹豫着要不要回到影院看戏。
影片连续两个星期位列Vudu和Google Play点播量榜首，连续五个星期位列iTunes榜首。在英国， 影片成为2021年数字平台销量最好的作品，共售出超过43万份。影碟发行后，影片登上NPD集团美国区总销量及蓝光销量榜榜首。根据The Numbers数据，蓝光和DVD上架首周共卖出380,902份，入账970万美元，位列两个榜单榜首位置三个星期。影片还位列Redbox影碟租赁榜榜首、数字租赁榜第二。根据NPD集团数据，影片是2021年DVD及蓝光销量第八的作品、2021年12月销量第二高的作品。
英国方面，根据官方电影排行榜数据，影片位列榜首三个星期，凭借115万份销量（前两周DVD和蓝光销量71.75万份）成为2021年该国销量最好的影碟，也是2021年销量最好的蓝光作品（23.7万份）。超高清蓝光上架首周打破销量纪录，并凭借62.1万份销量打破2017年以来DVD和蓝光首周销量纪录。另外在2021年最后一周，影片数字平台及零售店销量超过78万份。

## 迴響

### 評價
汇总媒体网站烂番茄根据采集到的427条评论，給出83%的新鲜度，平均得分7.3/10。网站共识写道：“《无暇赴死》不是最耀眼、最讨喜的007历程，但以令人满意的方式结束丹尼尔·克雷格在这个系列中的历程”。在Metacritic上，電影獲得68分。影院评分观众评分A–（评级从A+到F），PostTrak观众评价达83%，观众推荐度63%。
影片获得多位影评人的表扬及五星评价。《衛報》的彼得·布拉德肖认为影片是“一部史诗级特技片”，展现得“非常华丽”，兼具“悲情、动作、戏剧、坎普风喜剧、心碎时刻、令人毛骨悚然的恐怖元素及极其愚笨的老派动作戏”。FilmSpeak的扎克·马什（Zach Marsh）回应《皇家赌场》上映后部分影评人态度，认为影片是007系列最精彩的一部，特别赞扬福永执导的动作戏，认为克雷格的表演是整个系列最佳，值得提名奥斯卡金像奖。《每日电讯报》的罗比·柯林“非常满意”，经常被“不着边且危险”的包袱逗笑，认为摄影“华丽”，开场“惊险刺激之余又带几分险恶”，收尾“令人感动”。《泰晤士报》的凯文·马赫表示：“岂止是好，简直是好上天了。”
《环球邮报》巴里·赫兹（Barry Hertz）认为影片“让我紧盯着每个令人赞叹不已的特技场面，保证我真的去关心能不能（或者确切地说，如何去）摆脱眼前的困境”。《旧金山纪事报》的米克·拉萨尔认为影片“在整个系列中名列前茅”，总结称“克雷格给007系列留下163分钟的庞大盛宴，观众在接下来几十年内回味无穷”，“值得一看”。《滚石》的K·奥斯汀·科林斯（K. Austin Collins）觉得影片非常出色，既有耐人寻味的地方，也有令人感到无聊的地方，认为如果把影片改成对克雷格时代或他本人的致敬，可能会更加成功。《华盛顿邮报》的迈克尔·奥苏利文（Michael O'Sullivan）打出3/4星，觉得影片太长太复杂，但复杂得恰如其分，结尾对克雷格的送别出奇地令人满意。《基督科学箴言报》的彼得·雷纳（Peter Rainer）打出3/5星，认为影片有必要的惊悚元素、特技及反派。漂亮的人儿比比皆是，007还知道怎么穿燕尾服，但质疑詹姆斯·邦德为何变得如此不着边际。
部分影评人找出影片的不足之处。《帝国杂志》的约翰·纽金特（John Nugent）批评2小时43分钟的片场，直言中间有三分之一的剧情及背景解释不能证明片长冗长是合理的。尽管如此，他认为影片是“克雷格时代的完美结局”。《國家評論》的凯尔·史密斯也批评影评的片场，觉得这是“整个邦德系列最没趣、最阴郁的一场短途旅行”。《獨立報》克拉丽丝·洛瑞（Clarisse Loughrey）认为平静得令人失望，大规模杀伤性生化武器的核心前设被描绘成“通用间谍废话”，觉得拉米·马雷克几乎没有他的角色带来什么，除了口音及千篇一律的毁容妆。《新政治家》的大卫·塞克斯顿（David Sexton）认为影片展现出制片过程中考虑过度、市场敏感的迹象，拍得像一部多段式电影或重混作品，从未急着将固定套路联系起来。RogerEbert.com的布赖恩·塔勒里科（Brian Tallerico）打出2/4星，认为影片一度让人觉得在永恒老角色及丰满全新形象之间做出巧妙平衡，这或许是给影片最大的打击，就这一点来说，克雷格其他电影做得不太好的。

### 票房
截至2021年12月19日，影片在北美獲得1.608億美元票房，海外票房6.133億美元，全球票房共計7.74億美元，是2021年全球票房第四高的电影。
影片首周末在全球54個國家上映，包括英國、巴西、德國、意大利、日本、墨西哥和西班牙，票房總計1.191億美元，打破先前9000萬美元的預計，成為2019冠狀病毒病疫情以來，第一部海外票房在沒有中國市場情況下突破1億美元的電影。《荷里活報導》指影片創下疫情以來英國電影的最好開畫票房成績 。
北美方面，影片首映首周末票房預計達6500到8500萬美元。上映首日票房2330萬美元，含週四晚點映的630萬美元（其中100萬為周三晚電影），創下007系列的最佳開畫票房。首周票房最終為5520萬美元，位列票房榜首位，創下007系列第四佳的開畫票房成績。10月12日為哥倫布日，當天為美國部分地區的公眾假期，影片再斬獲690萬美元，四日票房突破6000萬美元。《荷里活報導》分析影片表現略低的原因，認為163分鐘的片場限制了放映場數，9點後放映場次的票房僅佔週末業績的12%，相比之下片場90分鐘的《猛毒2：血蜘蛛》有開畫當天票房有20%來自晚間場次。TheWrap認為影片的開畫成績對電影院來說是個好消息，鼓舞了即將上映的電影，即便製片方在影片劇院上映期間未能達到收支平衡點。第二週末票房2430萬美元，同比下降56%，位列票房榜第二位，僅次於新片《月光光新慌慌：萬聖殺》。
海外方面，影片於10月17日超越《玩命關頭9》，成為2021年歐洲、中東及非洲地區票房最高的電影。中國首周末票房2820萬美元，取代了佔據票房榜首位的《長津湖》，儘管有13%的影院因部分地方的防疫政策關閉。第二週票房1140萬美元，同比下降59%，累計票房4920萬美元，仍居票房榜首位。11月20日，全球票房達7.33億元，超越《玩命關頭9》，一度成為2021年票房最高的好萊塢電影，直至同年12月被《蜘蛛俠：不戰無歸》的18.04億元所超越。
| 上一届： 《沙丘瀚戰》            | 2021年香港一週票房冠軍 第39-40週     | 下一届： 《毒魔：血戰大屠殺》     |
| 上一届： 《沙丘》                | 2021年台北週末票房冠軍 第40-41週     | 下一届： 《猛毒2：血蜘蛛》        |
| 上一届： 《假面飯店2：假面之夜》 | 2021年日本週末票房冠軍 第40-41週     | 下一届： 《燃燒吧！劍》           |
| 上一届： 《猛毒2：血蜘蛛》       | 2021年美國週末票房冠軍 第41週        | 下一届： 《月光光新慌慌：萬聖殺》 |
| 上一届： 《长津湖》              | 2021年中國內地一週票房冠軍 第43-44週 | 下一届： 《扬名立万》             |

### 奖项
| 大奖               | 日期           | 奖项                 | 获得者 | 结果 | 参考            |
| ------------------ | -------------- | -------------------- | --- | ---- | --------------- |
| 葛萊美獎           | 2021年3月24日  | 最佳视觉媒体歌曲     | 比莉·艾利什和菲尼亞斯·奧康奈爾《无暇赴死》 | 獲獎 | [ 127 ]         |
| 好莱坞媒体音乐奖   | 2021年11月17日 | 最佳电影配乐         | 汉斯·季默 | 提名 | [ 128 ] [ 129 ] |
| 好莱坞媒体音乐奖   | 2021年11月17日 | 最佳电影原创歌曲     | 比莉·艾利什和菲尼亞斯·奧康奈爾《无暇赴死》 | 獲獎 | [ 128 ] [ 129 ] |
| 卫星奖             | 2022年1月5日   | 最佳原创歌曲         | 比莉·艾利什和菲尼亞斯·奧康奈爾《无暇赴死》 | 待定 | [ 130 ]         |
| 好莱坞影评人协会奖 | 2022年1月8日   | 最佳动作片           | 《无暇赴死》 | 待定 | [ 131 ]         |
| 好莱坞影评人协会奖 | 2022年1月8日   | 最佳原创歌曲         | 比莉·艾利什《无暇赴死》 | 待定 | [ 131 ]         |
| 好莱坞影评人协会奖 | 2022年1月8日   | 最佳特效             | 《无暇赴死》 | 待定 | [ 131 ]         |
| 金球獎             | 2022年1月9日   | 最佳原創歌曲         | 比莉·艾利什和菲尼亞斯·奧康奈爾《无暇赴死》 | 獲獎 | [ 132 ]         |
| 好莱坞媒体音乐奖   | 2021年11月17日 | 最佳电影配乐         | 漢斯·季默 | 提名 | [ 133 ] [ 129 ] |
| 好莱坞媒体音乐奖   | 2021年11月17日 | 最佳电影歌曲         | 比莉·艾利什和菲尼亞斯·奧康奈爾《无暇赴死》 | 獲獎 | [ 133 ] [ 129 ] |
| 人民选择奖         | 2021年12月7日  | 年度电影             | 《无暇赴死》 | 提名 | [ 134 ]         |
| 人民选择奖         | 2021年12月7日  | 年度动作片           | 《无暇赴死》 | 提名 | [ 134 ]         |
| 人民选择奖         | 2021年12月7日  | 年度电影男主角       | 丹尼尔·克雷格 | 提名 | [ 134 ]         |
| 人民选择奖         | 2021年12月7日  | 年度动作巨星         | 丹尼尔·克雷格 | 提名 | [ 134 ]         |
| 西雅图影评人协会   | 2022年1月17日  | 最佳动作执导         | 《无暇赴死》 | 提名 | [ 135 ]         |
| 休斯顿影评人协会   | 2022年1月19日  | 最佳特技指导         | 马修·桑普森（Matthew Sampson）、奥利弗·施耐德（Olivier Schneider）、莉亚·布雷克曼（Leah Breckman）、杰米·爱德格（Jamie Edgell）、伊夫·杰拉德（Yves Girard）、鲍里斯·马丁内兹（Boris Martinez）、加布里埃尔·拉古萨（Gabriele Ragusa）、法兰科·马里亚·萨拉蒙（Franco Maria Salamon）和帕特里克·沃（Patrick Vo） | 獲獎 | [ 136 ] [ 137 ] |
| 休斯顿影评人协会   | 2022年1月19日  | 最佳原创歌曲         | 《无暇赴死》 | 提名 | [ 136 ] [ 137 ] |
| 伦敦影评人协会     | 2022年2月6日   | 年度科技成就         | 奥利弗·施耐德（特技） | 提名 | [ 138 ] [ 139 ] |
| 美國演員工會獎     | 2022年2月27日  | 最佳电影特技整体演出 | 《无暇赴死》 | 獲獎 | [ 140 ]         |
| 好萊塢影評人協會   | 2022年2月28日  | 最佳动作片           | 《无暇赴死》 | 提名 | [ 131 ]         |
| 好萊塢影評人協會   | 2022年2月28日  | 最佳原创歌曲         | 比莉·艾利什《无暇赴死》 | 提名 | [ 131 ]         |
| 好萊塢影評人協會   | 2022年2月28日  | 最佳特技             | 《无暇赴死》 | 提名 | [ 131 ]         |
| 视觉特效工会       | 2022年3月8日   | 最佳真人电影特效     | 查理·诺布尔（Charlie Noble）、玛拉·布莱恩（Mara Bryan）、乔尔·格林（Joel Green）、乔纳森·福克纳（Jonathan Fawkner）和克里斯·科布尔德 | 待定 | [ 141 ]         |
| 英国电影学院奖     | 2022年3月13日  | 最佳英国电影         | 《无暇赴死》 | 提名 | [ 142 ]         |
| 英国电影学院奖     | 2022年3月13日  | 最佳摄影             | 萊納斯·桑德格倫 | 提名 | [ 142 ]         |
| 英国电影学院奖     | 2022年3月13日  | 最佳剪辑             | 汤姆·克洛斯和艾略特·格拉汉姆 | 獲獎 | [ 142 ]         |
| 英国电影学院奖     | 2022年3月13日  | 最佳音效             | 詹姆斯·哈里森（James Harrison）、西蒙·海耶斯、保罗·梅西、奥利弗·塔尼和马克·泰勒 | 提名 | [ 142 ]         |
| 英国电影学院奖     | 2022年3月13日  | 最佳视觉特效         | 查理·诺布尔、克里斯·科布尔德、乔尔·格林、马克·巴科夫斯基（Mark Bakowski） | 提名 | [ 142 ]         |
| 评论家选择电影奖   | 2022年3月13日  | 最佳歌曲             | 《无暇赴死》 | 獲獎 | [ 143 ]         |
| 评论家选择电影奖   | 2022年3月13日  | 最佳視覺效果         | 《无暇赴死》 | 提名 | [ 143 ]         |
| 卫星奖             | 2022年4月2日   | 最佳原创歌曲         | 比莉·艾利什和菲尼亞斯·奧康奈爾《无暇赴死》 | 提名 | [ 130 ]         |
| 奥斯卡金像奖       | 2022年3月27日  | 最佳原创歌曲         | 比莉·艾利什和菲尼亞斯·奧康奈爾《无暇赴死》 | 獲獎 | [ 144 ]         |
| 奥斯卡金像奖       | 2022年3月27日  | 最佳音响             | 詹姆斯·哈里森、西蒙·海耶斯、保罗·梅西、奥利弗·塔尼和马克·泰勒 | 提名 | [ 144 ]         |
| 奥斯卡金像奖       | 2022年3月27日  | 最佳視覺效果         | 查理·诺布尔、克里斯·科布尔德、乔尔·格林、马克·巴科夫斯基、乔纳森·福克纳 | 提名 | [ 144 ]         |

## 外部連結
- 官方网站
- 互联网电影数据库（IMDb）上《007：生死交戰》的资料（英文）
- Box Office Mojo上《007：生死交戰》的資料（英文）
- Metacritic上《007：生死交戰》的資料（英文）
- 爛番茄上《007：生死交戰》的資料（英文）
- AllMovie上《007：生死交戰》的资料（英文）
- 開眼電影網上《007：生死交戰》的資料（繁體中文）
- 时光网上《007：生死交戰》的資料（简体中文）
- 豆瓣电影上《007：生死交戰》的資料 （简体中文）